# Archaeopteryx
Archaeopteryx – rodzaj późnojurajskego teropoda z rodziny Archaeopterygidae. Archaeopteryx był średnich rozmiarów zwierzęciem wielkości kruka. Miał czteropalczastą stopę, z których pierwszy palec był przeciwstawny pozostałym. Przednia kończyna była trójpalczasta, ogon kostny zbudowany z wielu kręgów, długi i prosty. Archaeopteryx miał zęby, a na palcach skrzydeł pazury.
Powszechnie uznawany jest za „pierwszego ptaka” – większość analiz wskazuje na jego przynależność do Avialae (czyli grupy obejmującej zwierzęta bliżej spokrewnione ze współczesnymi ptakami niż z deinonychozaurami), choć według niektórych Archaeopterygidae są deinonychozaurami, i tym samym są bliżej spokrewnione z dromeozaurami i troodontami niż ze współczesnymi ptakami.
Wszystkie odkryte dotąd skamieniałości archeopteryksów pochodzą z okresu 150,8–145,5 mln lat temu (tyton, późna jura).

## Opis
Archeopteryks żył przed 150 mln lat i obecnie znany jest z nielicznych skamieniałości, zwłaszcza w wapieniach z okolic miejscowości Solnhofen w Bawarii. Miał ok. 45 cm długości. Jego odkrycie było paleontologiczną sensacją, bowiem w swej budowie łączy zarówno cechy gadów (np. uzębienie), jak i ptaków (np. pióra), a przez to jest dowodem ewolucji, jako tak zwana forma pośrednia. Przypuszczalnie potrafiły aktywnie latać, jednak nie jest to pewne. Dokładne przebadanie szkieletów wykazało, że pomagały im w tym lotki obecne na tylnych kończynach, podobnie jak u niektórych deinonychozaurów. Podobnie jak deinonychozaury, Archaeopteryx miał również powiększony drugi palec stopy (u deinonychozaurów był zakończony długim zakrzywionym szponem). Jedna z koncepcji dotyczących odżywiania się archeopteryksa mówi, że prowadził on nadmorski tryb życia i żywił się wyrzuconymi na brzeg rybami oraz chwytał owady niesione przez wiatr ku morzu. Przypuszczalnie wiatr niekiedy zwiewał archeopteryksy na głębsze wody, gdzie tonęły, co tłumaczyłoby znakomite zachowanie większości szczątków.

### Ubarwienie
Analiza kształtu melanosomów odkrytych w piórze pokrywy pierwszego rzędu wskazuje, że za życia noszącego je zwierzęcia pióro to było czarno ubarwione. Intensywna melanizacja zapewniałaby strukturalne korzyści piórom archeopteryksa podczas pierwszych etapów ewolucji lotu dinozaurów. Jego pierwszy palec u stopu był tylko częściowo odwrócony.

## Paleobiologia
Archaeopteryx wykazywał wiele prymitywnych cech bardziej bazalnych celurozaurów, takich jak obecność zębów i długiego kostnego ogona, miał jednak asymetryczne pióra na skrzydłach i ogonie, a ich rozmieszczenie było podobne, jak u współczesnych ptaków, co sugeruje, że był przynajmniej w pewnym stopniu zdolny do lotu. Analiza odlewu puszki mózgowej i ucha wewnętrznego dowodzi, że dominującym zmysłem archeopteryksa był wzrok, a rejony mózgu odpowiedzialne za wzrok i orientację w przestrzeni były rozwinięte podobnie, jak u współczesnych ptaków. Według analizy Patricio Alonso i współpracowników Archaeopteryx miał zaawansowane neurologiczne oraz anatomiczne przystosowania do lotu. U archeopteryksa nieobecny był Wulst – część mózgowia o szczególnym znaczeniu dla przetwarzania bodźców zmysłowych. Wnosił się w niebo dzięki aktywnemu  trzepotaniu skrzydłami, ale jego lot był prymitywniejszy od współczesnych ptaków.   
Trzon kości udowej archeopteryksa, podobnie jak u bazalnego dromeozauryda Mahakala składa się niemal wyłącznie z włókien równoległych z podłużnie zorientowanymi kanałami naczyniowymi. Kanały te są ciasno ułożone – porowatość wynosi 0,68%. Odkrycie, że kości długie archeopteryksa były zbudowane z wolno rosnących, typowych dla gadów włókien równoległych było nieoczekiwane, gdyż spodziewano się dobrze unaczynionej kości grubowłóknistej. Pod względem fizjologii Archaeopteryx nie różnił się jednak od nieptasich dinozaurów. Analizy histologiczne sugerują, że dojrzałość somatyczną osiągał nie wcześniej niż po 970 dniach. Masę nowo wyklutego pisklęcia oszacowano na 43 g, zaś osobnika dorosłego – na około 895 g.

## Taksonomia

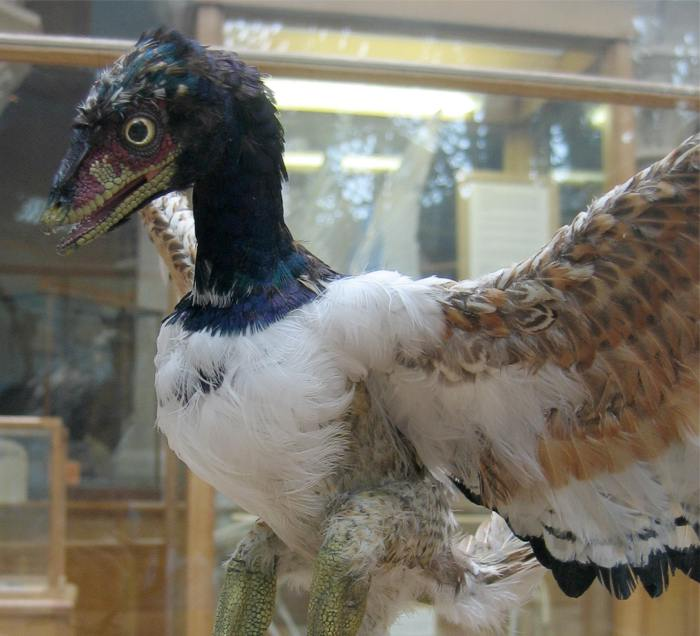
Model archeopteryksa w Oksfordzkim Muzeum Historii Naturalnej

Znanych jest obecnie kilkanaście skamieniałości:
- pióro (odkryte w 1860 roku, będące holotypem A. lithographica[13])
- 1. okaz szkieletowy (tzw. egzemplarz z Londynu, 1861)
- 2. okaz szkieletowy (tzw. egzemplarz z Berlina, 1876 lub 1877)
- 3. okaz szkieletowy (tzw. egzemplarz z Maxberga, 1956 lub 1958)
- 4. okaz szkieletowy (tzw. egzemplarz z Haarlemu, 1855, opisany początkowo jako pterozaur, zidentyfikowany w 1970)
- 5. okaz szkieletowy (tzw. egzemplarz z Eichstätt, 1951 lub 1955)
- 6. okaz szkieletowy (tzw. egzemplarz z Solnhofen, 1960, opisany początkowo jako kompsognat) (= Wellnhoferia)
- 7. okaz szkieletowy (tzw. egzemplarz z Monachium, 1991)
- 8. okaz szkieletowy (tzw. egzemplarz z Mörnsheim lub Daiting, odkryty na początku lat 90. XX wieku, do 2009 w prywatnej kolekcji; holotyp A. albersdoerferi[14])
- 9. okaz szkieletowy (tzw. egzemplarz z Bürgermeister-Müller, 1997)
- 10. okaz szkieletowy (tzw. egzemplarz z Thermopolis, opisany w 2005).
- 11. okaz szkieletowy z zachowanymi odciskami piór, odkryty w okolicach Eichstätt, opisany w 2014 roku[15]
- 12. okaz szkieletowy odkryty niedaleko bawarskiej wioski Schamhaupten, opisany w 2018 roku; najstarszy z dotąd opisanych okazów[3]

Z powodu długiej i intensywnej historii badań, dla tych skamieniałości utworzono wiele nazw (synonimów) i wyodrębniono szereg odrębnych gatunków a nawet rodzajów.
Używano między innymi następujących nazw:
- Pterodactylus crassipes Meyer, 1857 [zarzucona w 1977 na rzecz A. lithographica za opinią ICZN 1070]
- Rhamphorhynchus crassipes (Meyer, 1857, jako Pterodactylus (Rhamphorhynchus) crassipes) [zarzucona w 1977 na rzecz A. lithographica za opinią ICZN 1070]
- Archaeopteryx lithographica Meyer, 1861 [nomen conservandum]
- Scaphognathus crassipes (Meyer, 1857) Wagner, 1861 [zarzucona w 1977 na rzecz A. lithographica za opinią ICZN 1070]
- Archaeopterix lithographica Anon., 1861 [lapsus]
- Griphosaurus problematicus Wagner, 1861 [nomen oblitum 1961 za opinią ICZN 607]
- Griphornis longicaudatus Woodward, 1862 [nomen oblitum 1961 za opinią ICZN 607]
- Griphosaurus longicaudatum (Woodward, 1862) [lapsus]
- Griphosaurus longicaudatus (Owen, 1862) [nomen oblitum 1961 za opinią ICZN 607]
- Archaeopteryx macrura Owen, 1862 [nomen oblitum 1961 za opinią ICZN 607]
- Archaeopterix macrura Owen, 1862 [lapsus]
- Archaeopterix macrurus Egerton, 1862 [lapsus]
- Archeopteryx macrurus Owen, 1863 [nieuzasadniona; data podawana zwykle jako 1864, ale Phil.T.Roy.Soc. 153 opublikowano już w 1863]
- Archaeopteryx macroura Vogt, 1879 [lapsus]
- Archaeopteryx siemensii Dames, 1897
- Archaeopteryx siemensi Dames, 1897 [lapsus]
- Archaeornis siemensii (Dames, 1897) Petronievics, 1917 [rodzaj Archaeornis został utworzony przez Damesa w 1885, być może wcześniej]
- Archaeopteryx oweni Petronievics, 1917 [nomen oblitum 1961 za opinią ICZN 607]
- Gryphornis longicaudatus Lambrecht, 1933 [lapsus]
- Gryphosaurus problematicus Lambrecht, 1933 [lapsus]
- Archaeopteryx macrourus Owen, 1862 fide Lambrecht, 1933 [lapsus]
- Archaeornis siemensi (Dames, 1897) fide Lambrecht, 1933? [lapsus]
- Archeopteryx macrura Ostrom, 1970 [lapsus]
- Archaeopteryx crassipes (Meyer, 1857) Ostrom, 1972 [zarzucona w 1977 na rzecz A. lithographica za opinią ICZN 1070]
- Archaeopterix lithographica di Gregorio, 1984 [lapsus]
- Archaeopteryx recurva Howgate, 1984
- Jurapteryx recurva (Howgate, 1984) Howgate, 1985
- Archaeopteryx bavarica Wellnhofer, 1993
- Wellnhoferia grandis Elżanowski, 2001

Szkielet archeopteryksa tak bardzo przypomina szkielet nieptasiego teropoda, że okaz z Solnhofen początkowo uznano za należący do kompsognata.
Sprawa taksonomii rodzaju wciąż jest kwestią sporną. Mayr i współpracownicy (2007) za ważne i faktycznie odrębne uznali przynajmniej dwa gatunki: A. lithographica (okazy: 2, 4, 5, 6) opisywane jako (A. crassipes, A. macrura, A. oweni, A. recurva) oraz A. siemensii (okazy: 3, 8, 11). W 2001 roku Andrzej Elżanowski zaklasyfikował okaz z Solnhofen do osobnego gatunku Wellnhoferia grandis, wskazując na krótszy ogon i nieco odmienną budowę kończyn. W niektórych publikacjach wspierano hipotezę o odrębności okazu z Solnhofen od innych archeopteryksów, podczas gdy w innych sugerowano, że różnice pomiędzy okazami są jedynie efektem zmienności osobniczej i wszystkie skamieniałości należą do gatunku Archaeopteryx lithographica. Foth i Rauhut (2017) przenieśli gatunek A. crassipes (którego holotypem jest tzw. egzemplarz z Haarlemu) do odrębnego rodzaju Ostromia, uznanego przez nich za bliskiego krewnego anchiornisa. Kundrát i współpracownicy (2019) opisali nowy gatunek Archaeopteryx albersdoerferi na podstawie okazu odkrytego w osadach formacji Mörnsheim w Bawarii.

### Etymologia
- Archaeopteryx: gr. αρχαιος arkhaios „prymitywny, pierwotny, starodawny”; πτερυξ pterux, πτερυγος pterugos „pióro”[22].
- lithographica:gr. λιθος lithos „kamień”; γραφικος graphikos „zdolny do rysunków”, od γραφω graphō „grawerować, rysować, pisać”[23].

## Galeria

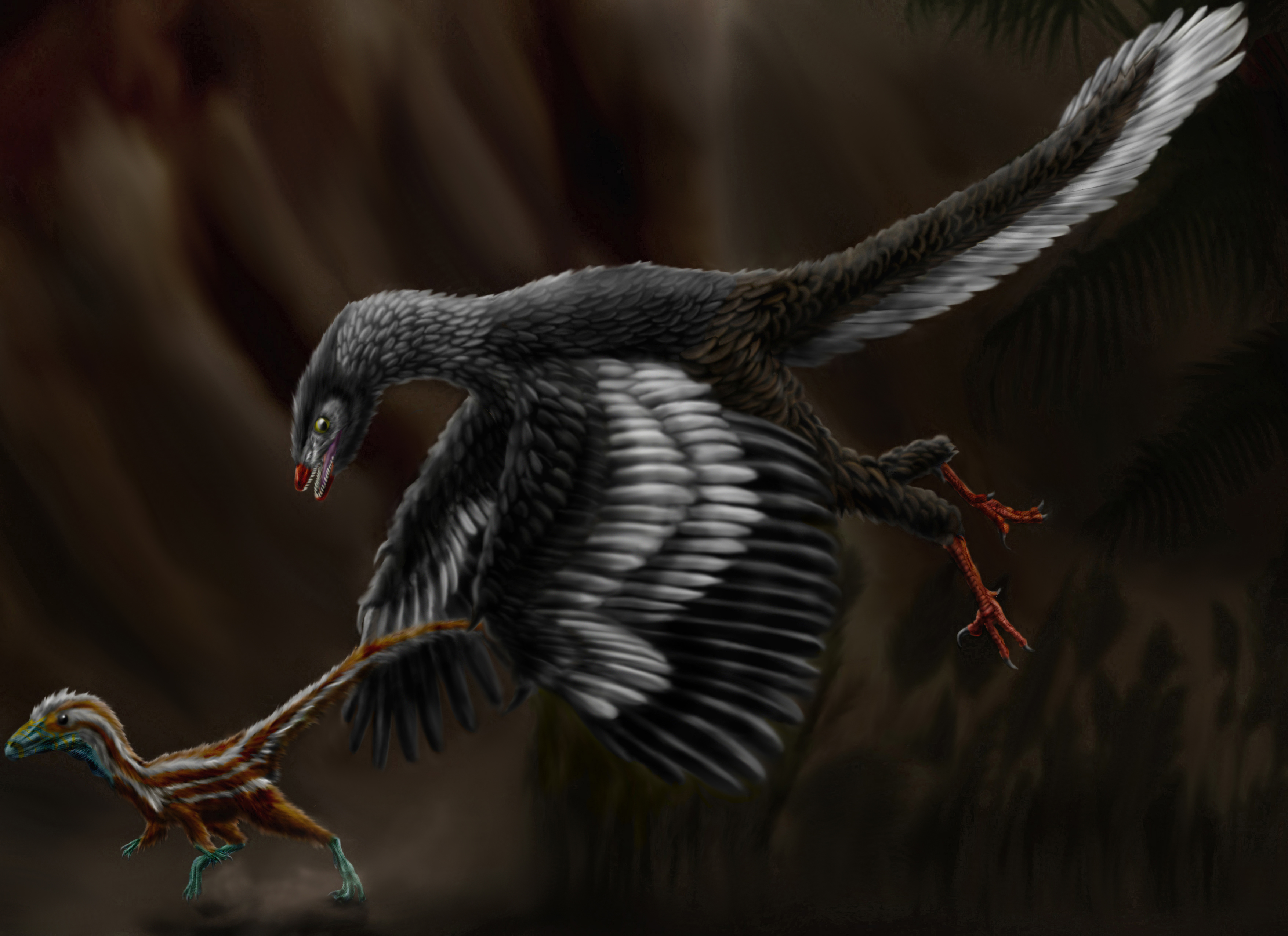
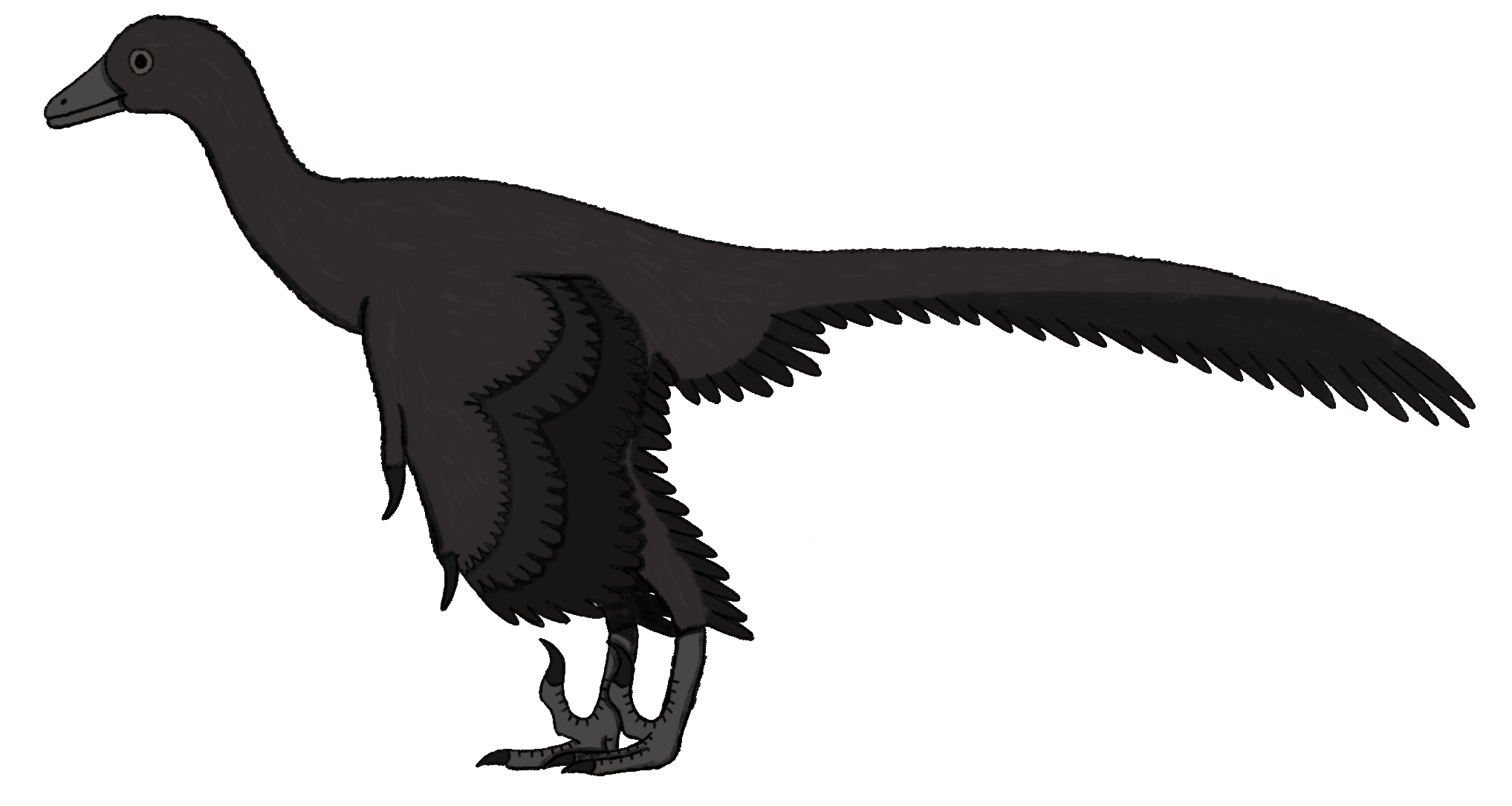